# Италиански иредентизъм в Далмация
Италианският иредентизъм в Далмация датира от XIX век и особено се усилва през втората половина на ХIХ век и първата половина на ХХ век, стремейки се да присъедини цяла Далмация към Италия. 
Италианският иредентизъм е в основата на т.нар. спор за Далмация, тръгнал от известния спор за статута на свободния град Фиуме след края на Първата световна война.
След края на т.нар. наполеонови войни, Далмация става част от Австрийската империя
През средновековието, далматинската територия става на няколко пъти арена на военни сблъсъци между Венецианската република и Кралство Унгария - в контекста на хърватско-унгарската уния.
През 1816 г. италиано-езичната общност в Далмация възлиза на около 60 000 жители, и съставлява близо 20% от общото население на Далмация, докато през 1910 г. е 18 028 жители и съставлява 2,7% от населението на Далмация.
Спора за Далмация през XIX век и началото на XX век протича в контекста на австро-италианското противопоставяне, довело до излизането на Кралство Италия от т.нар. троен съюз и включването на Италия на страната на Антантата през Първата световна война.
През 1878 г. далматинските италианци сформират своя етническа партия, разпусната през 1919 г. През 1889 г. италианците в Далмация създават общество на Данте Алигиери с цел опазване и насърчаване изучаването на италианския език по света. От 1 януари 1912 г. италианския език губи статута си на официален език в Далмация и вече не може да се използва от публичната власт и администрацията.
Статута на Далмация след Първата световна война е уреден от Рапалския договор. През 1941 г., по време на Втората световна война, Далмация е окупирана от Италия и разделена между Италия и Независима хърватска държава. Отново статута на Далмация става спорен между италианци и хървати, докато с Парижкия мирен договори от 1947 г. цяла Далмация (с изключение на Триест) е предадена на Югославия. С това спора за Далмация приключва, а останалото италианско население в Далмация се изселва в Италия.